# Mogens Landsvig
Mogens Landsvig (født 26. maj 1923 - 19. oktober 2015) var en dansk musiker og radiovært, der særlig er kendt fra Danmarks Radios ønskeprogram Det ville glæde mig at høre. 
Han spillede både guitar og kontrabas, debuterede som professionel 1945 med Helge Jacobsens orkester i Skandia og senere på etablissementer som Valencia, Giraffen og ABC-teatret med bl.a. Jørn Grauengaards orkester. Han var programvært 1966-91 i Danmarks Radio med især ønskeprogrammerne Giro 413 og Det ville glæde mig at høre. 
Hans store interesse for dansk revyhistorie knyttede ham til Morskabsmuseet på Frederiksberg, og han har tilrettelagt cd-serien Den danske revy 1900-1950. Landsvig lavede også parodi på sine egne radioprogrogrammer på Monrad & Rislunds Next Stop Pladderballe fra 1992, hvor Landsvig binder pladen sammen med "radioprogrammet" "Af indlysende årsager hører man aldrig".